# Brenthis obscura
Brenthis obscura är en fjärilsart som beskrevs av Aigner-abafi 1906. Brenthis obscura ingår i släktet Brenthis och familjen praktfjärilar. Inga underarter finns listade i Catalogue of Life.